# Das Duo: Echte Kerle
Echte Kerle ist ein deutscher Fernsehfilm von Matthias Tiefenbacher aus dem Jahr 2008. Es handelt sich um den 16. Filmbeitrag der ZDF-Kriminalfilmreihe Das Duo.

## Handlung
Studienrat Karl-Heinz Lampert, ein Lehrer für Deutsch und Geschichte wird in seinem Haus tot aufgefunden. Erste Spuren deuten zwar auf spontanen Totschlag mit einem Kerzenständer, doch die akribische Beseitigung jeglicher Spuren, die auf den Täter schließen lassen könnten, passen nicht so recht ins Bild. Nach der Obduktion stellt sich heraus, dass der Schlag nicht die eigentliche Todesursache war, sondern dass das Opfer erdrosselt wurde.
Marion Ahrens und Clara Hertz ermitteln in der Schule, wo Lampert gearbeitet hatte. Ein besonderes Tatmotiv hat die russlanddeutsche Wera Korwin, die kurz vor Lamperts Tod bei ihm gewesen war und sich wegen einer ungerechten Benotung noch einmal mit ihrem Lehrer reden wollte. Kommissarin Ahrends hält es jedoch für nicht sehr wahrscheinlich, dass Wera die Kraft dazu besitzt, um die Tat so durchgeführt zu haben, wie sie geschehen ist. Das familiäre Umfeld von Wera ist ähnlich problematisch wie die Situation in ihrer Schule. Überall scheint Gewalt zu herrschen und das Recht des Stärkeren. Weras Mutter hat sich deshalb von ihrem Mann getrennt, worunter die Tochter mitleidet. Nach eindringlichem Verhör gibt Wera zu sich gegen Lampert gewehrt zu haben, als dieser zudringlich wurde.
Neben dem Verdacht gegen Wera überprüfen Ahrens und Hertz ein mögliches Mordmotiv von Franziska Lampert. Die Ehe war angeblich nicht sehr glücklich und die Nachstellungen ihres Mannes gegenüber seinen Schülerinnen belasten die Ehe schon länger. So hat sie ein Verhältnis zu Bernd Gundermann, einem ehrgeizigen Arbeitskollegen ihres Mannes begonnen. Dass Lampert diese Affäre duldete, erscheint den Kommissarinnen zwar nicht plausibel, aber dennoch möglich. Dagegen finden sich Hinweise gegen Weras Freund Manuel, der allerdings der Halbbruder von Clara Hertz ist und die damit in einen Interessenskonflikt gerät. Da er ihr versichert, Lampert nichts getan zu haben, genügt ihr das zunächst. Doch schon bald kommen ihr und Marion Ahrens Zweifel. Sie wollen deshalb noch einmal mit Wera sprechen, die sie jedoch nicht zuhause antreffen, sondern bei ihrem Vater, der sich immer um seine Tochter bemüht hat. Filipp Korwin lebt auch in Lübeck und nach Aussage seiner Exfrau ist er „krank im Kopf“. Deshalb hatte sie sich von ihm getrennt, ehe noch etwas schlimmes passiert. Während die Kommissarinnen auf dem Weg zu Filipp Korwin sind, eskaliert dort ein Streit zwischen ihm und Manuel, der zusammen mit Wera bei ihm Unterschlupf suchen wollte. Manuel sagt ihm auf den Kopf zu, dass er den Lehrer erschlagen hat, der seiner Tochter zu nahe kommen wollte, so wie er sich jetzt gegen ihn stellen würde. Der leicht aufbrausende Korwin bedroht Manuel daraufhin mit einem Messer und kann zum Einlenken bewegt werden, als seine Tochter sich enttäuscht von ihrem Vater abwendet. Er wird festgenommen und abgeführt.

## Hintergrund
Echte Kerle wurde in Lübeck gedreht und am 13. September 2008 um 20:15 Uhr im ZDF erstausgestrahlt.

## Kritiken
Julian Miller bei Quotenmeter.de wertete: „Klischeehaftigkeit ist allgemein das größte Problem der Folge. Die Handlung spielt im sozialen Brennpunkt und auf dem Pausenhof herrscht Krieg. Die Schuld wird indirekt den Kindern mit Migrationshintergrund gegeben, die mit Butterfly-Messern zur Schule kommen. Dass das in der Realität in einigen Fällen so ist, mag ja sein. Doch in ‚Echte Kerle‘ wird es maßlos aufgebauscht.“
Die Kritiker der Fernsehzeitschrift TV Spielfilm vergaben die bestmögliche Wertung (Daumen nach oben) und fanden den Film „finten- und facettenreich“.